# Жоржиньо (футболист, р. 1991)
Жорже Луиш Фрело Фильо (роден 20 декември 1991 г.), по-известен като Жоржиньо, е италиански футболист от бразилски произход, полузащитник на „Фламенго“ и националния отбор по футбол на Италия.

## Кариера
Жоржиньо започва професионалната си кариера в тима на „Верона“ през 2010 г., след което е преотстъпен за един сезон в „Самбонифачезе“.
През 2014 г. се присъединява към отбора на „Наполи“, с който печели Купата и Суперкупата на Италия.
Преминава в състава на „Челси“ през лятото на 2018 г. и триумфира в турнира Лига Европа 2018/19.

## Успехи
Наполи
- Копа Италия: 2013/14
- Суперкупа на Италия: 2014

Челси
- Купа на Футболната лига, финалист: 2018/19
- Лига Европа: 2018/19
- Шампионска лига: 2020/21